# Alesa amesis
Alesa amesis is een vlindersoort uit de familie van de prachtvlinders (Riodinidae), onderfamilie Riodininae.
Alesa amesis werd in 1777 beschreven door Cramer.